# 원숭환
원숭환(袁崇煥, 1584년 6월 6일 - 1630년 9월 22일)은 명나라 말기의 무장이다. 호는 자여(自如), 자는 원소(元素)이며, 현재 광동성(廣東省) 동관(東莞) 출신이다.
뛰어난 전략으로 요동(遼東)과 요서(遼西, 현재 요녕성 남부)에서 침략한 후금(後金)의 군대에게 맞서 승리하여 제갈량에 비견되면서 찬사를 받는 등 군사에 대해서도 조예가 깊었다. 허나 왕조 내부의 알력 다툼으로 처형되었다.
시호는 후대의 강희제가 올린 영상(瀛祥)이다.

## 생애
만력47년(1619) 35세에 과거에 합격하여 진사에 급제한 것에서 알 수 있듯이 원래는 문관이었다. 복건(福建) 소무현(邵武縣) 지현(知縣) 재임 시절부터 군사에 대해 토론을 좋아했다는 일화에서 알 수 있듯이, 이미 관직에 오를 때부터 군사에 관심을 가지고 있었다.
그가 진사에 급제한 해는 후금의 군대에 맞서 양호(楊鎬)가 이끄는 명나라의 군대가 사르후 전투에서 대패한 때이기도 하다. 이후 명나라의 요동과 요서에서의 영향력은 급격히 약화되었다. 1620년, 만력제가 죽고 태창제가 즉위했으나, 9월 26일 재위 29일만에 태창제는 신하에게 독살당해(이른바 홍환안紅丸案) 천계제가 즉위하였다.
천계2년(1622), 소무현지현에서 병부(兵部) 직방청리사(職方淸理司) 주사(主事)로 임명됐다. 이 때, 위장을 하고 혼자서 적의 진영에 가서 정보를 수집하면서 영원성(寧遠城) 개축(또는 보수)의 전략적 중요성을 강하게 느꼈고, 귀국 후 여진과 접해있는 요동의 방위를 위해 지원했다. 그리고 산해관(山海關)의 외곽으로 영원성을 축성했다. 이 성은 성벽의 높이는 10.2m, 성벽의 두께는 기저부에 약 9.6m, 상단에 약 7.7m이며, 거의 사각형이며, 4개의 문을 갖고 있었다. 그곳에 군신의 반대를 무릅쓰고, 네덜란드에서 수입한 신식 대포인 홍이포를 성에 설치하여 총병(總兵) 만계, 참장(參將) 조대수(祖大壽)의 보좌를 받아 병사를 잘 훈련시켰다.
천계6년(1626년) 1월, 누르하치(努爾哈赤)가 이끄는 후금의 군대에 맞서 싸운 영원성 전투에서 승전해 누르하치를 전사시켰고 , 그 공적으로 병부시랑 요동순무 주지관외 군사로 임명되었다. 천계7년(1627년) 영원성과 금주성(錦州城)에서 홍타이지(皇太極)를 격퇴하였다.
숭정원년(1628년), 병부상서 겸 우부도어사(兵部尙書兼右副都御史) 독사계료등래천진(督師薊遼登萊天津)이 되었다. 동시에 조선 가도(椵島, 皮島)를 거점으로 부정부패를 자행하고 있던 명의 수군 좌도독 모문룡(毛文龍)을 해적질, 가도 양민 학살, 갖은 행패, 명군 농락의 이유로 참형에 처했다.
그러나 모문룡의 부하들이 청나라에 투항했고, 홍타이지는 장성을 우회하여 북경을 공격하기로 방침을 바꾸면서, 명나라에 간자를 보내 내시를 매수하여 원숭환이 모반을 꾀하고 있다는 소문을 흘렸다. 시기심이 강한 숭정제는 쉽게 그 소문을 믿었고, 당시 엄당(閹黨)의 잔당의 부활을 노리고 동림당 계열을 제거할 음모를 주도한 온체인(溫體仁)과 왕영광(王永光)도 이를 이용하려 하였다. 온체인은 모문룡과 같은 고향인 절강(浙江) 출신이었다. 위충현을 찬양하는 송가를 짓는 등 엄당의 앞잡이 노릇을 했던 온체인은, 모문룡을 살해한 원숭환에 대해 반감을 품고 있었다. 이부상서(吏部尙書) 왕영광 또한 위충현의 잔당으로서 동림당에 대한 보복을 늘 꾀하고 있었다.
숭정3년(1630년) 9월 22일, 북경 방위를 위해 급하게 달려온 원숭환은 모반 혐의로 능지형에 처해졌다. 혹자는 이것을 명나라가 멸망하게 되는 원인으로 꼽기도 한다.

## 사후
1631년 10월 28일 그의 사후 그를 믿고 따랐던 부하 조대수 등은 주장(主將)의 투옥과 죽음을 통탄하다가 결국 후금으로 투항하고 말았다. 이로써 명나라는 자신들을 든든하게 지켜주던 영원성과 금주성을 잃어버렸다.
원숭환의 처형 후, 그 일족은 거처를 잃고 유랑민이 되었지만, 원숭환의 아들 원문필은 후금군에 입대하여 공을 세웠고, 영고탑의 한군팔기에 편입되었다.
김용이 명나라 말기를 시대적 배경으로 쓴 소설 《벽혈검》에서 원숭환의 남겨진 자식 원승지가 아버지의 원죄를 풀기 위해서 활약하는 모습을 설정으로서 그리고 있지만 ‘원승지’ 자체가 가공의 인물로, 픽션이다.

## 같이 보기
- 사르후 전투
- 영원성 전투
- 위충현
- 모문룡